# Rasm al-Daheriyah
Rasm Eldaheriyeh (tiếng Ả Rập: رسم الضاهرية) là một ngôi làng Syria nằm ở Al-Hamraa Nahiyah ở huyện Hama, Hama. Theo Cục Thống kê Trung ương Syria (CBS), Rasm Eldaheriyeh có dân số 469 trong cuộc điều tra dân số năm 2004.